# Anton Ranjith Pillainayagam
Anton Ranjith Pillainayagam (* 23. September 1966 in Jaffna) ist ein sri-lankischer römisch-katholischer Geistlicher und Weihbischof in Colombo.

## Leben
Anton Ranjith Pillainayagam studierte Philosophie am St. Francis Xavier Major Seminary in Jaffna und Katholische Theologie am Priesterseminar in Kandy. Daneben erwarb er an der University of Jaffna einen Abschluss im Fach Mathematik und einen Master im Fach Philosophie. Pillainayagam empfing am 16. September 2000 in der St. Lucia’s Cathedral in Colombo das Sakrament der Priesterweihe für das Erzbistum Colombo.
Nach der Priesterweihe unterrichtete Anton Ranjith Pillainayagam zunächst am St. Peter’s College in Colombo. 2004 wurde Pillainayagam für weiterführende Studien nach Großbritannien entsandt, wo er 2005 an der Middlesex University einen Master im Fach Bildungswissenschaften erwarb. Von 2006 bis 2007 war Anton Ranjith Pillainayagam Lehrer am St. Sebastian’s College in Moratuwa. Anschließend unterrichtete er am St. Joseph’s College in Colombo. Von 2012 bis 2014 war er Vizerektor des St. Peter’s College in Colombo. 2014 wurde Pillainayagam Vizerektor des St. Joseph’s College in Colombo.
Am 13. Juli 2020 ernannte ihn Papst Franziskus zum Titularbischof von Materiana und zum Weihbischof in Colombo. Der Erzbischof von Colombo, Albert Malcolm Kardinal Ranjith, spendete ihm am 29. August desselben Jahres in der St. Lucia’s Cathedral in Colombo die Bischofsweihe; Mitkonsekratoren waren der Bischof von Badulla, Julian Winston Sebastian Fernando SSS, und der Bischof von Jaffna, Justin Bernard Gnanapragasam.
Seit dem 19. August 2024 ist Pillainayagam zudem Apostolischer Administrator des vakanten Bistums Batticaloa.